# Julieta Serrano
Julieta Serrano Romero (Barcelona, 21 de janeiro de 1933) é uma atriz espanhola. Em 2020, ganhou o Prêmio Goya de melhor atriz coadjuvante pelo seu papel no filme Dor e Glória.